# محمد سعيد عبد الله
محمد سعيد عبد الله (بالإنجليزية: Muhammed Said Abdulla)‏ (25 أبريل 1918 ـ 1991)، هو روائي تنزاني كتب باللغة السواحيلية، يعد من رواد الأدب السواحيلي.

## أعمال مهمة
- ضريح الأسلاف (بالسواحيلية: Mzimu wa Watu wa Kale) ـ 1960
- بئر جينينجي (بالسواحيلية: Kisima cha Giningi) ـ 1968
- ثمة أناس في العالم (بالسواحيلية: Duniani Kuna Watu) ـ 1973
- سر الصفر (بالسواحيلية: Siri ya Sifuri) ـ 1974
- زوجة واحدة، ثلاثة أزواج (بالسواحيلية: Mke Mmoja Waume Watatu) ـ 1975
- طفل الشيطان يكبر (بالسواحيلية: Mwana wa Yungi Hulewa) ـ 1976
- الظل يحيا (بالسواحيلية: kivuli kinaishi) ـ 1980
- غلطة بوانا مسا (بالسواحيلية: Kosa la Bwana Msa) ـ 1984

## جوائز
- جائزة مسابقة القصة السواحيلية (1957 ـ 1958) عن «ضريح الأسلاف».[1]